# 風街であひませう
『風街であひませう』（かぜまちであいましょう）は、作詞家の松本隆の作詞家生活45周年を記念して発売したトリビュート・カバーアルバム。2015年6月24日発売。
総合音楽プロデューサーは、LITTLE CREATURESの鈴木正人。

## 概要
トリビュート・カバーアルバムの『風街でうたう』（通常盤）のほか、完全生産限定盤には特別ディスクとして、『風街でよむ』と題された歌詞朗読集がセットとなる。歌詞朗読集のディレクターは、是枝裕和が担当。
『風街でうたう』では、松本が作詞を手がけた幅広い時代の楽曲を、安藤裕子、小山田壮平&イエロートレイン、草野マサムネ、クラムボン、斉藤和義、手嶌葵、中納良恵、ハナレグミ、やくしまるえつこ、YUKIといったアーティストがカバーしている。さらにスペシャルトラックとして「驟雨の街」を収録。この曲は松本が在籍していたはっぴいえんどが残した未発表曲で、松本と細野晴臣、鈴木茂の演奏で新たにレコーディングしたものである。
『風街でよむ』は、歌詞をアートに昇華させた松本の詞の世界観を増幅させる内容となっており、斉藤由貴や薬師丸ひろ子が自らのナンバー「卒業」「あなたを・もっと・知りたくて」をそれぞれ“詩”として読み上げるほか、斎藤工、加瀬亮、山田孝之、リリー・フランキー、有村架純、小泉今日子、中川翔子、夏帆らバラエティに富んだ面々が松本の作詞曲を朗読。最後は松本自身による「風をあつめて」の朗読で締めくくられている。収録はスタジオ録音に加え、詩のイメージに合う場所に飛び出した屋外録音も交えている。
2021年7月20日、同年10月20日にアナログレコードとしてリリースされることが発表された。

## リリース
販売形態は、完全生産限定盤（VIZL-842）と通常盤（VICL-64356）の2種リリースとなっている。ジャケットは、ほしよりこによる書き下ろしイラストレーション。完全生産限定盤は100ページ以上に及ぶ読み物で構成されたハードカバー書籍仕様で、朗読を含めた収録全歌詞の他に、松本と宮藤官九郎の対談、最果タヒによる解説、山内マリコによる書き下ろしのオリジナルショートストーリー、是枝裕和のインタビューなどが掲載されている。さらに特典として「風街しおり」が封入されている。
さらに完全生産限定盤には、『風街でよむ』のディレクターズカット版のストリーミング音源にアクセスできるシリアルコードが封入されている。トータル100分以上に及ぶ音源で、是枝と『風街でよむ』参加者の会話などを収録。参加者がそれぞれどんな思いで松本の詞を朗読したのかを、うかがい知ることができる内容となっている。

## チャート成績
本作は6月24日付のオリコンデイリーCDアルバムランキングで6位を獲得。また7月6日付週間CDアルバムランキングでも初登場で10位を獲得する。作詞・作曲家のトリビュートアルバムとしては、『服部良一 〜生誕100周年記念トリビュート・アルバム〜』、『歌鬼 (Ga-Ki) 〜阿久悠トリビュート〜』に次ぐ3作目のTOP10作品となる。
- 主な作詞・作曲家のトリビュートアルバム
  - 服部良一『服部良一 〜生誕100周年記念トリビュート・アルバム〜』（2007年、最高位10位）
  - 阿久悠『歌鬼 (Ga-Ki) 〜阿久悠トリビュート〜』（2008年、最高位10位）[注 1]
  - 筒美京平『筒美京平トリビュート the popular music』（2007年、最高位12位）
  - 森雪之丞『Words of 雪之丞』（2006年、最高位47位）

## 収録作品
| Disc1 「風街でうたう」 | Disc1 「風街でうたう」     | Disc1 「風街でうたう」       | Disc1 「風街でうたう」 | Disc1 「風街でうたう」 |
| No.                    | 曲名                       | 歌唱アーティスト             | オリジナル歌唱         | 補足                   |
| ---------------------- | -------------------------- | ---------------------------- | ---------------------- | ---------------------- |
| 1                      | 風の谷のナウシカ           | 手嶌葵                       | 安田成美               |                        |
| 2                      | 水中メガネ                 | 草野マサムネ（スピッツ）     | Chappie                | 作曲は草野マサムネ     |
| 3                      | 星間飛行                   | クラムボン                   | ランカ・リー（中島愛） |                        |
| 4                      | 白いパラソル               | 斉藤和義                     | 松田聖子               |                        |
| 5                      | はいからはくち             | やくしまるえつこ             | はっぴいえんど         |                        |
| 6                      | 卒業                       | YUKI                         | 斉藤由貴               |                        |
| 7                      | Tシャツに口紅              | ハナレグミ                   | ラッツ&スター          |                        |
| 8                      | 探偵物語                   | 中納良恵（EGO-WRAPPIN'）     | 薬師丸ひろ子           |                        |
| 9                      | ないものねだりのI Want You | 安藤裕子                     | C-C-B                  |                        |
| 10                     | SWEET MEMORIES             | 小山田壮平＆イエロートレイン | 松田聖子               |                        |
| 11                     | 驟雨の街                   | 細野晴臣                     | 未発表曲               | スペシャルトラック     |

| Disc2 「風街でよむ」 ※ 完全生産限定盤のみ | Disc2 「風街でよむ」 ※ 完全生産限定盤のみ | Disc2 「風街でよむ」 ※ 完全生産限定盤のみ | Disc2 「風街でよむ」 ※ 完全生産限定盤のみ | Disc2 「風街でよむ」 ※ 完全生産限定盤のみ |
| No.                                       | 曲名                                      | 朗読                                      | オリジナル歌唱                            | 補足                                      |
| ----------------------------------------- | ----------------------------------------- | ----------------------------------------- | ----------------------------------------- | ----------------------------------------- |
| 1                                         | キャンディ                                | 斎藤工                                    | 原田真二                                  |                                           |
| 2                                         | 夏色のおもいで                            | 宮崎あおい                                | チューリップ                              |                                           |
| 3                                         | 言葉                                      | 東出昌大                                  | 吉田拓郎                                  |                                           |
| 4                                         | 蒼いフォトグラフ                          | 夏帆                                      | 松田聖子                                  |                                           |
| 5                                         | はーばーらいと                            | 山田孝之                                  | 水谷豊                                    |                                           |
| 6                                         | 瑠璃色の地球                              | 井浦新                                    | 松田聖子                                  |                                           |
| 7                                         | 夏なんです                                | 加瀬亮                                    | はっぴいえんど                            |                                           |
| 8                                         | 魔女                                      | 有村架純                                  | 小泉今日子                                |                                           |
| 9                                         | 初戀                                      | 広瀬すず                                  | 斉藤由貴                                  |                                           |
| 10                                        | レモネードの夏                            | 中川翔子                                  | 松田聖子                                  |                                           |
| 11                                        | 外は白い雪の夜                            | 太田裕美                                  | 吉田拓郎                                  |                                           |
| 12                                        | 空いろのくれよん                          | 永山絢斗                                  | はっぴいえんど                            |                                           |
| 13                                        | 哀しみのボート                            | 小泉今日子                                | 松田聖子                                  |                                           |
| 14                                        | 卒業                                      | 斉藤由貴                                  | 斉藤由貴                                  | セルフカバー                              |
| 15                                        | 瞳はダイアモンド                          | リリー・フランキー                        | 松田聖子                                  |                                           |
| 16                                        | あなたを・もっと・知りたくて              | 薬師丸ひろ子                              | 薬師丸ひろ子                              | セルフカバー                              |
| 17                                        | 風をあつめて                              | 松本隆                                    | はっぴいえんど                            | セルフカバー                              |

## トラックリスト
| 全作詞: 松本隆。 |                                |           |            |                                       |      |
| #                | タイトル                       | 作詞      | 作曲       | 編曲                                  | 時間 |
| 1.               | 「風の谷のナウシカ」           | 松本隆    | 細野晴臣   | 鈴木正人                              | 4:39 |
| 2.               | 「水中メガネ」                 | 松本隆    | 草野正宗   | 鈴木正人                              | 4:32 |
| 3.               | 「星間飛行」                   | 松本隆    | 菅野よう子 | mito、鈴木正人                        | 4:17 |
| 4.               | 「白いパラソル」               | 松本隆    | 財津和夫   | 鈴木正人                              | 4:29 |
| 5.               | 「はいからはくち」             | 松本隆    | 大瀧詠一   | 鈴木正人、やくしまるえつこ            | 4:48 |
| 6.               | 「卒業」                       | 松本隆    | 筒美京平   | 沖山優司                              | 4:53 |
| 7.               | 「Tシャツに口紅」              | 松本隆    | 大瀧詠一   | 鈴木正人                              | 4:51 |
| 8.               | 「探偵物語」                   | 松本隆    | 大瀧詠一   | 鈴木正人                              | 4:20 |
| 9.               | 「ないものねだりのI Want You」 | 松本隆    | 筒美京平   | 鈴木正人                              | 5:01 |
| 10.              | 「SWEET MEMORIES」             | 松本隆    | 大村雅朗   | 小山田壮平&イエロートレイン、鈴木正人 | 4:53 |
| 11.              | 「驟雨の街」                   | 松本隆    | 細野晴臣   | 細野晴臣                              | 3:49 |
| 合計時間:        | 合計時間:                      | 合計時間: | 合計時間:  | 50:37                                 |      |

| #   | タイトル                         | 作詞 | 作曲     | 時間 |
| --- | -------------------------------- | ---- | -------- | ---- |
| 1.  | 「キャンディ」                   |      | 原田真二 | 1:55 |
| 2.  | 「夏色のおもいで」               |      | 財津和夫 | 1:26 |
| 3.  | 「言葉」                         |      | 吉田拓郎 | 2:23 |
| 4.  | 「蒼いフォトグラフ」             |      | 呉田軽穂 | 2:31 |
| 5.  | 「はーばーらいと」               |      | 井上陽水 | 2:53 |
| 6.  | 「瑠璃色の地球」                 |      | 平井夏美 | 3:11 |
| 7.  | 「夏なんです」                   |      | 細野晴臣 | 2:05 |
| 8.  | 「魔女」                         |      | 筒美京平 | 3:44 |
| 9.  | 「初戀」                         |      | 筒美京平 | 3:17 |
| 10. | 「レモネードの夏」               |      | 呉田軽穂 | 1:50 |
| 11. | 「外は白い雪の夜」               |      | 吉田拓郎 | 3:14 |
| 12. | 「空いろのくれよん」             |      | 大瀧詠一 | 1:25 |
| 13. | 「哀しみのボート」               |      | 大久保薫 | 1:31 |
| 14. | 「卒業」                         |      | 筒美京平 | 4:27 |
| 15. | 「瞳はダイアモンド」             |      | 呉田軽穂 | 2:00 |
| 16. | 「あなたを・もっと・知りたくて」 |      | 筒美京平 | 2:20 |
| 17. | 「風をあつめて」                 |      | 細野晴臣 | 1:45 |

- 朗読のみのCDのため、曲は無し。

## 参加ミュージシャン
風街でうたう
| - 青木タイセイ - ASA-CHANG - 石井マサユキ - 伊藤ゴロー - 伊藤大助（クラムボン） - 伊藤隆博 - 大槻カルタ - 大友良英 - 沖山優司 - 小沼ようすけ - 後藤大樹（ex. andymori） - 権藤知彦 - 坂田学 - 鈴木茂 - 鈴木正人 - 白根賢一（GREAT3） | - 庄司知史 - 舘村司 - 徳永友美 - 原田郁子（クラムボン） - 浜口高知 - 林正樹 - 藤原寛（ex. andymori） - 細野晴臣 - 松本隆 - ミト（クラムボン） - Predawn - 八橋義幸 - 矢部浩志（ex. カーネーション） - 谷中敦（東京スカパラダイスオーケストラ） - 芳垣安洋 他 |